# Hister furtivus
Hister furtivus är en skalbaggsart som beskrevs av J. E. Leconte 1860. Hister furtivus ingår i släktet Hister och familjen stumpbaggar. Inga underarter finns listade i Catalogue of Life.